# Parni valjak

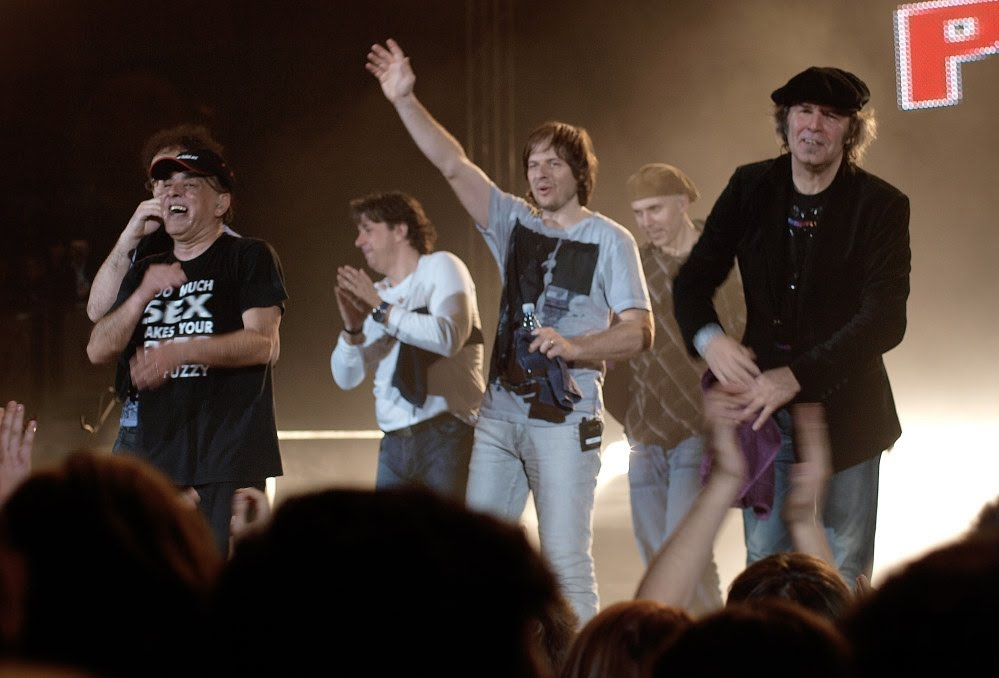
A Parni valjak 2010-ben Mariborban

A Parni valjak egy horvát együttes, mely 1975-ben alakult Zágrábban. Rockzenekarként indultak, de stílusuk mindinkább a pop felé tolódott el. 2005-ben Horvátországban és Szlovéniában koncertsorozattal ünnepelték fennállásuk harmincadik évfordulóját.

## Tagok
- Aki Rahimovski (vokál),
- Husein Hasanefendić [Hus] (gitár),
- Jurica Pađen (gitár, vokál, 1975-78),
- Srećko Antonioli (dob, ütősök, 1975-78),
- Zlatko Miksić [Fuma] (basszus, 1975-78),
- Branimir Štulić (gitár, 1979),
- Ivan Stančić (dob, 1979),
- Zoran Cvetković (gitár, 1979, 1985-88)
- Rastko Milošev (gitár, szaxofon, 1980-84),
- Srećko Kukurić (basszus, 1980-87),
- Paolo Sfeci (dob, 1980-87),
- Dražen Sholtz [Šolc] (dob, 1980, 1988-2005),
- Vedran Božić (gitár, 1983),
- Toni Ostojić (billentyűsök, 1986-87),
- Miroslav Barbir (billentyűsök, 1987-89),
- Zorislav Preksavec (basszus, 1988-2000, 2009-jelenleg),
- Bruno Kovačić (gitár, billentyűsök, 1989-91),
- Berislav Blažević [Bero] (billentyűsök, 1989-jelenleg),
- Marijan Brkić-Brk (gitár, 1992-jelenleg),
- Tina Kresnik (háttérvokál, 1995-2010),
- Damir Šomen (dob, 2000-jelenleg),
- Zvonimir Bučević (basszus, 2001-05),
- Dalibor Marinković (dob, 2009).

## Albumaik

### Nagylemezek
- 1976 Dođite na Show
- 1977 Glavom kroz zid
- 1979 Gradske priče
- 1980 City Kids - Steam Roller
- 1980 Vruće igre
- 1981 Vrijeme je na našoj strani
- 1982 Koncert
- 1983 Glavnom ulicom
- 1984 Uhvati ritam
- 1985 Pokreni se!
- 1986 E = mc2
- 1987 Anđeli se dosađuju?
- 1988 Sjaj u očima
- 1990 Lovci snova
- 1991 Svih 15 godina
- 1993 Buđenje
- 1995 Bez struje - LIVE in ZeKaeM
- 1997 Samo snovi teku uzvodno
- 2000 Zastave
- 2001 Kao nekada: LIVE at S.C.
- 2004 Pretežno sunčano

### Kislemezek
- 1976 Ljubavni jadi jednog parnog valjka / Teško je biti sam
- 1976 Parni valjak / Šizofrenik
- 1976 Prevela me mala žednog preko vode / O šumama, rijekama i pticama
- 1976 Tako prođe tko ne pazi kad ga parni valjak zgazi / Dok si mlad
- 1977 Oću da se ženim (Priča mladića Ž.B., 16 godina starog iz mjesta N...) / Ljeto
- 1978 Lutka za bal / Crni dani
- 1978 Od motela do motela / Predstavi je kraj (uživo)
- 1979 Stranica dnevnika / Ulične tuče
- 1981 Neda / Hvala ti
- 1985 Ugasi me / Ugasi me (instrumental)
- 1986 Gledam je dok spava / Stojim već satima
- 1987 Anja / Nova kola "Anđeli se dosađuju"
- 1987 Jesen u meni / Anđeli se dosađuju
- 1989 Uhvati ritam / Samo ona zna
- 1992 Kekec je slobodan, red je na nas
- 1997 Kaži ja (boje jeseni)
- 2002 Tko nam brani / Dok si pored mene